# Абоин (Амаранте)
Абои́н (порт. Aboim) — район (фрегезия) в Португалии, входит в округ Порту. Является составной частью муниципалитета Амаранте. По старому административному делению входил в провинцию Дору-Литорал. Входит в экономико-статистический субрегион Тамега, который входит в Северный регион. Население составляет 652 человека (2001). Занимает площадь 5,08 км².
Покровителем района считается Апостол Пётр (порт. São Pedro).